# 达濠街道
达濠街道为中国广东省汕头市濠江区区政府驻地。

## 行政区划
达濠街道共辖10个居委会及3个渔业经济联社，分别是：
濠滨、达濠、达埠、赤港、赤隆、青篮、青林、青盐、葛洲、西墩、包帆、放钓、赤濠。